# Vlag van Eure-et-Loir

Vlag van Eure-et-Loir

De vlag van Eure-et-Loir is de niet-officiële vlag van het Franse departement Eure-et-Loir. Net als de meeste andere departementen van Frankrijk heeft Eure-et-Loir geen officiële vlag, maar wordt de hier rechts afgebeelde vlag op niet-officiële wijze gebruikt. De vlag is afgeleid van het wapen van dit departement.
De vlag is als volgt geblazoeneerd: Golvend doorsneden, 1e blauw, met drie gele lelies met daarboven een witte barensteel, 2e wit, met drie rode kepers.
Het ontwerp combineert de vlag van de voormalige provincie Orléanais en het wapen van Perche. De vlag is geïnspireerd op het ontwerp van het wapen dat in de jaren 1950 is voorgesteld door Robert Louis.
Naast deze vlag is er een logovlag in gebruik.

Vlag van Orléanais
Wapen van Perche
Logovlag